# Anna Bąk
Anna Bąk, po mężu Żak (ur. 6 kwietnia 1961) – polska chodziarka, halowa mistrzyni Polski, reprezentantka kraju.

## Kariera sportowa
Była zawodniczką Stali Stalowa Wola.
Na mistrzostwach Polski seniorek zdobyła osiem medali, w tym cztery srebrne (w chodzie na 5000 metrów w 1986 i 1987, w chodzie na 10 km w 1986 i 1988) i cztery brązowe (w chodzie na 5000 metrów w 1988), w chodzie na 10 km w 1984, 1985 i 1987).
Na halowych mistrzostwach Polski seniorek wywalczyła trzy medale, w tym dwa złoto na dystansie 5000 metrów w 1986, srebro na dystansie 3000 metrów w 1987 i brąz na dystansie 3000 metrów w 1988.
Reprezentowała Polskę na halowych mistrzostwach Europy w 1987, zajmując 12. miejsce w chodzie na dystansie 3000 metrów, z wynikiem 14:18,02.
Była nieoficjalną rekordzistką Polski w chodzie na 5000 m (23:18,24 - 30.07.1988).
Rekordy życiowe:
- 3000 m (hala): 13:48,30 (21.02.1988)
- 5000 m: 23:18,24 (30.07.1988)
- 5 km: 22:54 (21.05.1988)
- 10 000 m: 50:42,6 (23.05.1987)
- 10 km: 48:11 (08.05.1988)